# Conferência de Madrid
A Conferência de Madrid foi uma tentativa da parte da comunidade internacional de começar um novo processo de paz que pusesse fim ao conflito árabe-israelense. Idealizada pelo governo da Espanha e auspiciada pelos Estados Unidos e a URSS, foi celebrada em Madrid (Espanha) entre 30 de outubro e 1 de novembro de 1991. 

## Antecedentes
Após a Guerra do Golfo de 1991, o governo norte-americano, através do presidente George H. W. Bush e do seu secretário de Estado, James Baker, estabeleceu os objetivos de uma nova ronda de conversações de paz a respeito do conflito israelo-palestiniano. Conjuntamente com a União Soviética, enviaram, aos Estados de Israel, Síria, Líbano, Jordânia e à Organização para a Libertação da Palestina (OLP), um convite para participarem em conversações de paz. Todos esses Estados aceitaram o convite, mas Israel negou-se a reconhecer a OLP como interlocutora, de modo que os representantes palestinianos que foram enviados pela OLP, Saeb Erekat e Haidar Abdel-Shafi, tiveram que participar através da delegação jordana, sem que isso impossibilitasse manter um contacto constante com os líderes da OLP na Tunísia. 

## Desenvolvimento
A conferência não dispunha de qualquer medida de pressão sobre os participantes com o objetivo de lhes impor qualquer tipo de solução, já que tencionava apenas ser um fórum para tratar discussões multilaterais. A conferência organizou-se à volta de conversas a duas bandas, celebradas entre Israel e cada uma das outras delegações árabes, e por volta de comissões multilaterais relativas a tópicos gerais, como o controle do armamento e a segurança, o desenvolvimento económico regional, a política da água e do ambiente e a problemática dos refugiados. Esta fórmula de negociação a duas bandas e multilateral foi depois seguida durante as negociações que desembocaram nos Acordos de Oslo. 
A primeira conferência bilateral teve lugar em Madrid, e foi continuada por uma dúzia de novas conversações formais em Washington D.C. (EUA) em 9 de dezembro de 1991 e em 24 de janeiro de 1994. Por sua vez, as negociações multilaterais tiveram lugar em Moscovo (Rússia) em 28 de janeiro de 1992. 

## Resultados
As negociações ficaram congeladas durante vários anos antes de serem recuperadas sob a forma de grupos de trabalho a partir de 31 de janeiro de 2000, em Moscovo. Contudo, antes de chegar à assinatura dos Acordos de Paz de Oslo em 1993, que recolhiam princípios já tratados durante a Conferência de Madrid e que, inicialmente, os negociadores palestinianos tinham repelido, as conversas bilaterais entre Israel e os palestinianos foram continuadas por encontros secretos e múltiplas correspondências. Durante as eleições legislativas de 1992 em Israel, o candidato Yitzhak Rabin e o Partido Trabalhista de Israel pediram a Shamir para paralisar a política de assentamentos e reformular as prioridades nacionais. Contudo, as negociações privadas continuaram e os Acordos de Oslo foram finalmente assinados na Casa Branca em 13 de setembro de 1993. 
Quanto ao conflito entre Israel e Jordânia, a Conferência de Madrid conseguiu a assinatura de um acordo de paz em 1994. O mesmo acordo não foi possível com a Síria, mas as negociações abriram o caminho a uma possível rápida assinatura da paz. 
Contudo, a negociação e o peso de todo o processo foi deixado nas mãos dos Estados Unidos, sem que a ONU tivesse qualquer tipo de participação. Isto evitou que as negociações se dessem no marco das resoluções das Nações Unidas, o que fez com que as resoluções 242 e 338 do Conselho de Segurança das Nações Unidas fossem tomadas como pontos de partida, e não como um mínimo inquestionável a ser cumprido por todas as partes. Aliás, a ausência da ONU fez com que a responsabilidade das conversações descansasse excessivamente na correlação de forças entre as partes, extremamente desiguais, o qual, por sua vez, terminará por explicar em parte o fracasso do processo de paz. 

## Tratados e acordos diplomáticos árabe-israelenses
- Conferência de Paz de Paris (1919)
- Acordo Faisal-Weizmann (1919)
- Armistício israelo-árabe de 1949
- Acordo sobre o Sinai (1975)
- Acordos de Camp David (1978)
- Tratado de paz israelo-egípcio (1979)
- Conferência de Madrid (1991)
- Acordos de Oslo (1993)
- Tratado de paz israelo-jordano (1994)
- Memorando de Wye River (1998)
- Cúpula de Camp David (2000)
- Cúpula de Taba (2001)
- Cúpula de Beirute (2002)